# Twelve Bens

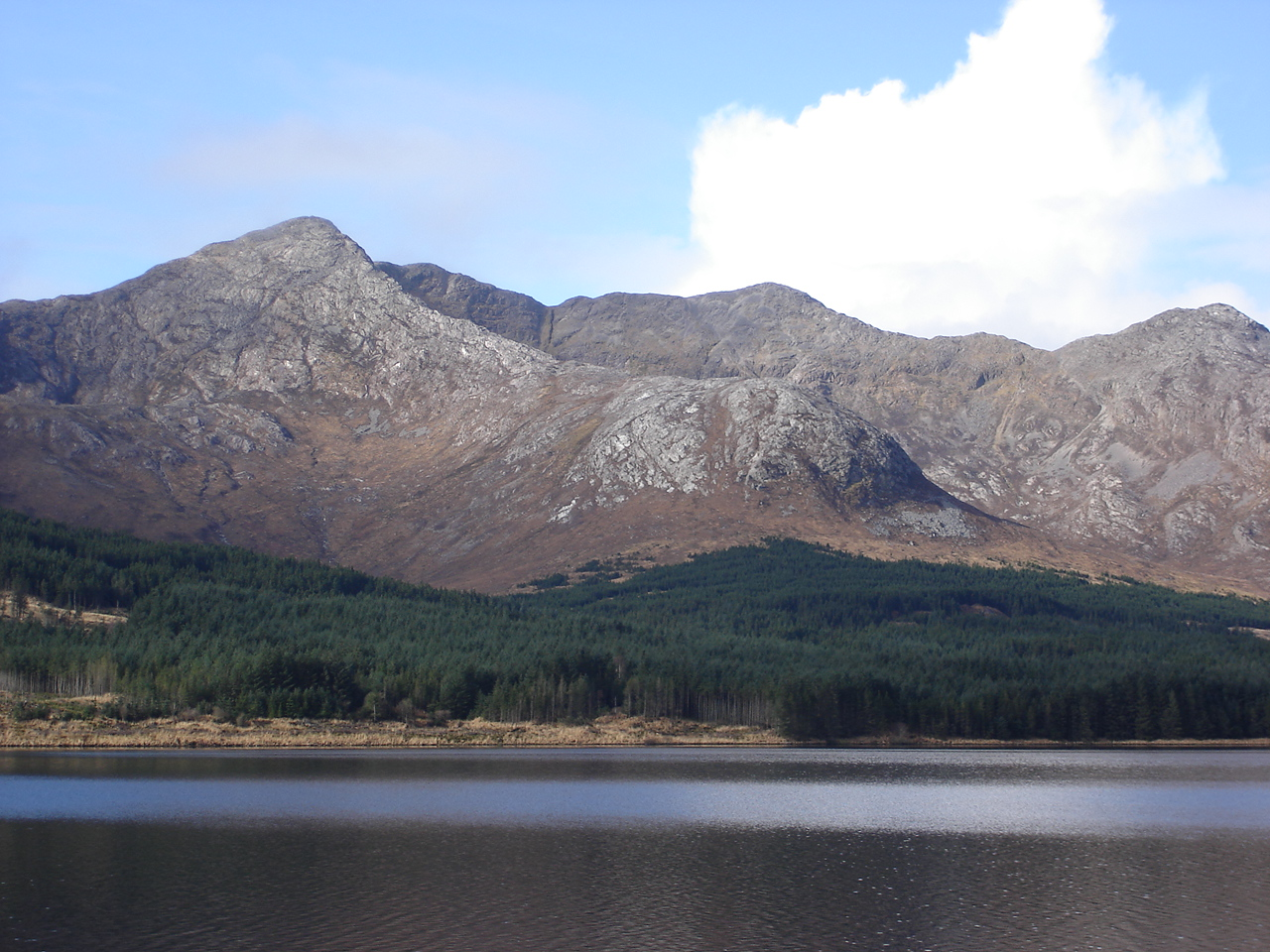
Le Bencorr depuis les rives du Lough Inagh.

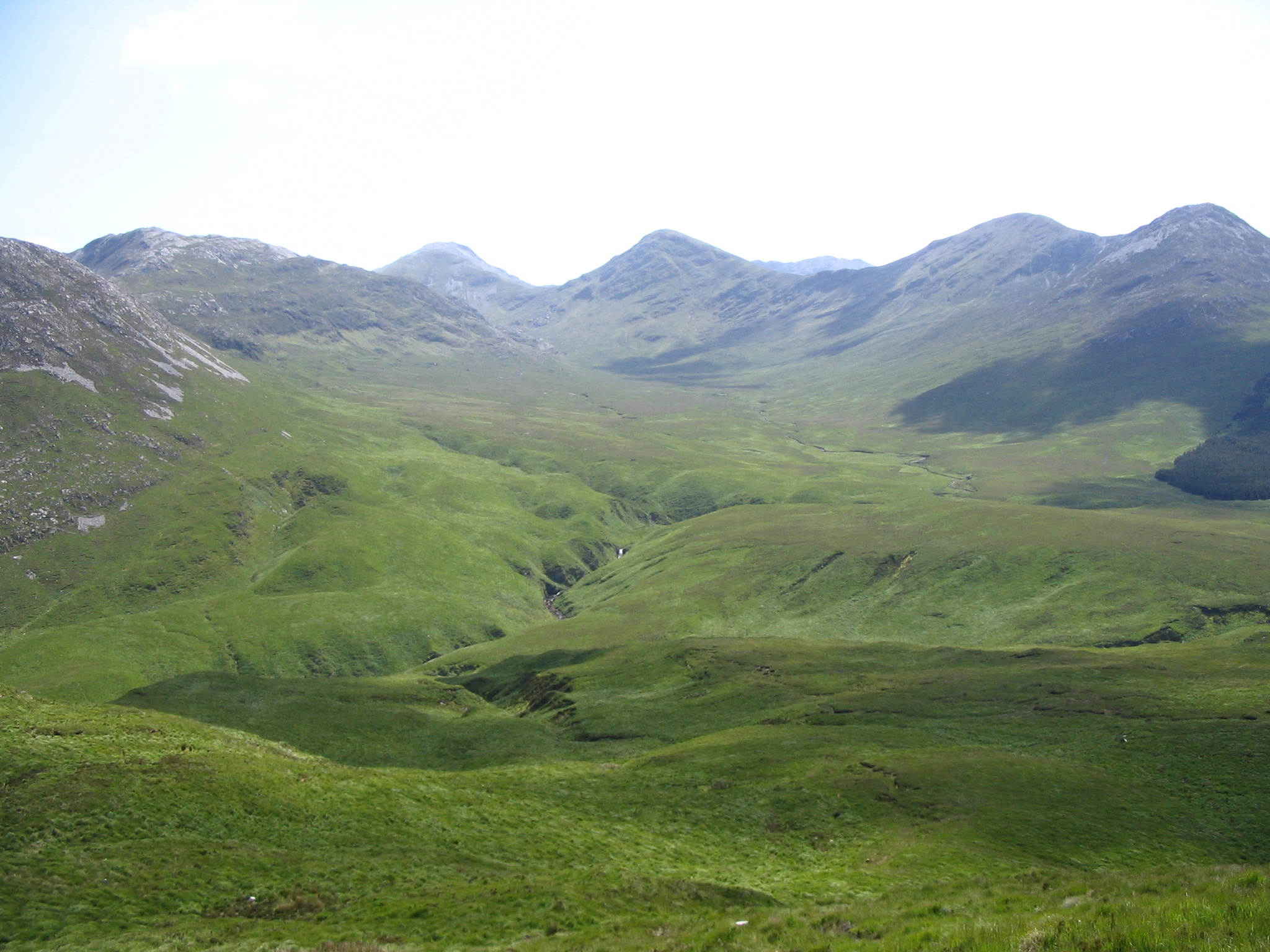
Les Twelve Bens depuis Diamond Hill, parc national du Connemara.

Les Twelve Bens ou Twelve Pins (en irlandais Na Beanna Beola) sont un ensemble de monts dans le Connemara.
Les 12 montagnes portent les noms irlandais suivants (entre parenthèses la forme anglicisée) :
- Binn Bhán (Benbaun), la plus haute, culminant à 729 mètres ;
- Binn Chorr (Bencorr) ;
- Binn Dubh (Bencollaghduff) ;
- Binn Bhraoin ;
- Binn Doire Chláir (Derryclare) ;
- Binn Gabhar (Ben Gower) ;
- Meacanach ;
- Binn Fraoigh ;
- An Chailleach ;
- Binn Breac (Benbrack) ;
- Binn Leitrí (Benlettery) ;
- Binn Glean Uisce (Benglenisky).

Ces montagnes sont très fréquentées pour la randonnée, l'escalade, la course en montagne et la chasse. Elles sont un des indéniables attraits touristiques du Connemara.